# 岩手県道・宮城県道48号弥栄金成線
岩手県道・宮城県道48号弥栄金成線（いわてけんどう・みやぎけんどう48ごう やさかえかんなりせん）は、岩手県一関市から宮城県栗原市に至る県道（主要地方道）である。

## 概要
岩手県一関市弥栄の国道284号交点から宮城県栗原市金成の国道4号交点に至る。

### 路線データ
- 実延長：19,107.3 m
  - 岩手県側：17,187.0 m[1]
  - 宮城県側：1,920.3 m[2]
- 起点：一関市弥栄字沼畑（国道284号・県道239号交点）
- 終点：栗原市金成日向（国道4号交点）

## 歴史
- 1958年（昭和33年）3月31日：一般県道147号「花泉金成線」として、宮城県が県道に認定する[3]。
- 1959年（昭和34年）3月31日：花泉金成線および花泉東山線を岩手県が県道に認定する[4]。
- 1993年（平成5年）5月11日：県道花泉東山線の一部と花泉金成線が、弥栄金成線として建設省から主要地方道の指定を受ける[5]。
- 1994年（平成6年）
  - 3月15日：弥栄金成線として、岩手県が県道に認定する[6]。
  - 3月18日：宮城県が県道48号として「弥栄金成線」を路線認定[7]。同時に、「花泉金成線」を路線廃止。[8]

## 路線状況

### 重複区間
- 一関市花泉町金沢字八ノ森 - 一関市花泉町金沢字内ノ目 ： 国道342号
- 一関市花泉町花泉字田畑後 - 一関市花泉町花泉字一本松前 ： 宮城県道・岩手県道185号有壁若柳線

## 地理

### 通過する自治体
- 岩手県
  - 一関市
- 宮城県
  - 栗原市

### 交差する道路
- 国道284号、岩手県道239号白崖弥栄線（一関市弥栄字沼畑）
- 国道342号 一関方面（一関市花泉町金沢字八ノ森）
（国道重複区間）
- 国道342号 登米方面（一関市花泉町金沢字内ノ目）
- 岩手県道185号有壁若柳線 有壁方面（一関市花泉町花泉字田畑後）
- 岩手県道185号有壁若柳線 若柳方面（一関市花泉町花泉字一本松前）
- 国道4号（栗原市金成日向）

### 沿線の施設
- 一関警察署弥栄駐在所
- 金沢郵便局
- 花泉保育園
- 栗原市金成野球場

### 交通量[9]
- 一関市弥栄字茄子沢 - 1,868台
- 一関市花泉町金沢 - 2,207台
- 栗原市金成大平 - 726台